# Heinz Musculus
Heinz Wilhelm Richard Musculus (* 31. Oktober 1917 in Wesenberg (Mecklenburg); † 26. Mai 1976 in Berlin) war ein deutscher Karikaturist, Zeichner und Illustrator.

## Leben und Schaffen

### Kindheit, Jugend

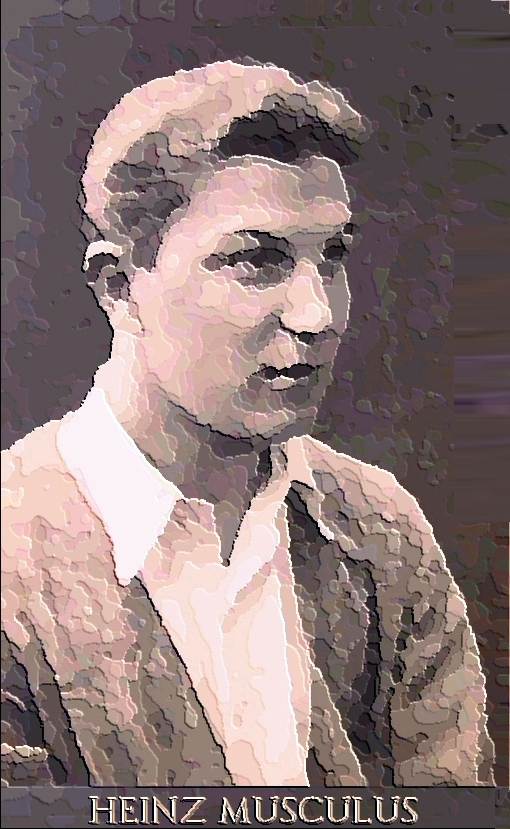
Heinz Musculus
Jugendbild (Gravur)

Die Eltern von Heinz Musculus waren der Schlosser Richard Wilhelm August Musculus (* 2. November 1892 in Berlin) und Frida Luise Karoline, geb. Bruhne (* 27. November 1893 in Wesenberg). Heinz Musculus, ebendort geboren am 31. Oktober 1917 und auf die Namen Heinz Wilhelm Richard getauft am 26. Dezember 1917, war das einzige Kind seines Vaters.
1923 zog die Familie nach Berlin, wo Heinz Musculus eingeschult wurde. Die ersten nachgewiesenen Zeichnungen stammen aus dem Jahr 1930. In seiner Jugend ist es das Bild des Menschen, das sich in feinen Bleistiftzeichnungen seiner beiden Großmütter und auch in ersten Aktstudien äußert – Darstellungen von menschlichem Charakter und menschlicher Schönheit. Bis 1935 besuchte Heinz Musculus die Graphischen Fachschule Andrasstraße in Berlin. Das geplante Kunststudium wurde Heinz Musculus verwehrt, weil ein Professor seine Aufnahmeprüfungsarbeit – ein gezeichnetes Blatt – für nicht gut genug befunden hatte. So besuchte Heinz Musculus ab 1935 die „Höhere Reichswerbeschule“ in Berlin-Schöneberg am Wittenbergplatz mit Erwerb des Abschlussdiploms für Ausstellungs- und Messebau.

### Zweiter Weltkrieg
Den Zweiten Weltkrieg verbrachte Heinz Musculus bei den Panzertruppen der deutschen Wehrmacht. Durch eine leichtere Verletzung bedingt, wurde Heinz Musculus von Polen zunächst ins bereits besetzte Prag versetzt, wo er als persönlicher Kraftradfahrer für General Hans-Jürgen von Arnim eingesetzt war. Es folgten Versetzungen u. a. ins besetzte Dänemark. Mit der Gefangennahme durch US-amerikanische Truppen im Frühjahr 1945 endete für Heinz Musculus der Zweite Weltkrieg. Während seiner kurzzeitigen Kriegsgefangenschaft in Westdeutschland arbeitete Heinz Musculus als Kurier für die US-Amerikaner; nach seiner Freilassung kehrte er nach Berlin zurück.

### Erste Nachkriegsjahre
Die Erfahrungen im Zweiten Weltkrieg öffnen dann seine Sinne für das Elend der Nachkriegszeit. Materielle Not und seelische Verzweiflung der Menschen werden ab 1945 in detailreichen Federzeichnungen wie „Sieg“, „Die Kreuzigung“, „Das Stundenhotel“, „Der Hunger“ und „Die Flüchtlinge“ dargestellt. Dennoch kommt der Humor nicht zu kurz, wie etwa in der Zeichnung „Die lebende U-Bahn“. Schon seit 1945 arbeitet Heinz Musculus, der nun wieder in Berlin-Friedrichshain wohnt, als Karikaturist in Berlin, u. a. porträtiert er einzelne Angehörige der Sowjetarmee.
Im Dezember 1952 bekommt Heinz Musculus eine Neubauwohnung in der Stalinallee, heute Frankfurter Allee 4 zugeteilt.
1952-1953
Differenzen mit „kommunistischen“ Funktionären; danach keine weiteren Publikationen bis 1954.

### Spätere Nachkriegszeit

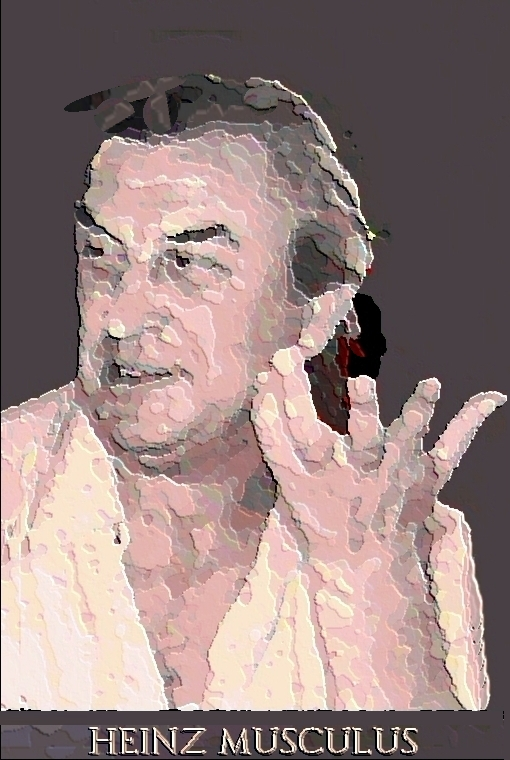
Heinz Musculus
(Gravur)

Mit zunehmender Distanz zur Kriegszeit treten andere Themen in den Vordergrund: die vertrauten menschlichen Unzulänglichkeiten, das Streben nach Geld, Gütern und Privilegien (“Der Aufstieg”), die in Tiermord (“Die Tragik der Tiere”), Unfrieden (“Entflogen”) und – in weitem Vorgriff auf spätere Zeiten – die Zerstörung der Natur (“Die Umwelttragödie I-III”) münden. Doch kommen auch die liebenswürdigen Seiten menschlicher Schwächen nie zu kurz, wenn etwa die Flasche zur einzigen Wahrheit der Alkoholiker (“Der Alkohol”) wird oder sich ein armer Säufer in „Die falsche Warteschlange“ einreiht.
Von 1961 bis 1965 arbeitet Heinz Musculus in der Karikaturisten-Gruppe “Die 5” mit, ein von der ostdeutschen “Einheitsgewerkschaft FDGB” initiierter Zusammenschluss der fünf Karikaturisten Artur Grimmer, Heinz Musculus, Henryk Berg, Herbert Böhnke und Herbert Reschke. Die Zeichnungen dieser Gruppe behandelten v. a. beruflich-betriebliche, sportliche alltägliche und politische Themen. Augenzwinkernd karikierte Heinz Musculus hier den Alltag der Menschen und veröffentlichte zwischen 1961 und 1965 ca. 50 aktuelle Karikaturen zu Beruf und Betrieb in Betriebs- und Kreiszeitungen. Die Zeichnungen der Gruppe „Die 5“ wurden allen Betriebs- und Kreiszeitungen zugänglich gemacht, die sich daraus nach Bedarf bedienen und veröffentlichen konnten. Signet der Gruppe „Die 5“ war eine Feder mit schwarzem Stiel und weißer “5” darauf sowie dem Namenszug darunter.
1965 kündigte Heinz Musculus seine Zusammenarbeit in dieser Karikaturistengruppe auf, weil es Unstimmigkeiten gab und er nicht gezwungen werden wollte, politische Propaganda-Karikaturen zu zeichnen.
1967 heiratet Heinz Musculus in Berlin-Friedrichshain die aus Czernowitz stammende Genunea Dimitrovici.

### West-Berlin
Im Juli 1975 kehren Heinz und Genunea Musculus von einem genehmigten Aufenthalt nicht mehr nach Berlin zurück und beziehen schließlich eine Wohnung im West-Berliner Bezirk Kreuzberg.
Am 26. Mai 1976 wird die erste Ausstellung von Heinz Musculus in West-Berlin (Berlin-Frohnau) eröffnet. Direkt daran anschließend, auf dem Weg von der Galerie in ein Restaurant, stirbt Heinz Musculus infolge einer Lungenembolie.

### Gesamtcharakteristik
Das künstlerische Werk von Heinz Musculus ist ein Plädoyer für Menschlichkeit im besten Sinne. Wie selbstverständlich wird dieses Plädoyer immer wieder durch Menschenansammlungen geprägt, in denen alles vorkommt: Ruppigkeit, Heiterkeit, Entzücken, Frivolität, Herdentrieb, die kritischen Blicke und die allzeit kritisch beäugten Individualisten in der Masse.

## Leistungen
Heinz Musculus gründete, zusammen mit drei weiteren Zeichnern, 1948 den Verband Bildender Künstler (VBK) in Berlin-Charlottenburg (Schlüterstraße).

## Werk
Einzelne Zeichnungen
- Federzeichnung Unterdrücktes Europa. Berlin 1945.

Deutscher Fernsehfunk
- Schnellzeichner in der DFF-Fernsehreihe “Sport und Musik” in Berlin-Adlershof von 1957 bis 1961.

Buchillustrationen
- Tier-Illustrationen der Geschichte Wie der Igel den Weltfrieden rettete im Kinderbuch Stachelwanst (4. Auflage, Berlin-Reinickendorf 1948) mit sieben Tierzeichnungen.
- Illustrationen für das Buch von Werner Bauer: Toi, toi, toi – Antonius. Berlin 1956.
- Illustrationen für das Buch von Hanns Krause: Das musste uns passieren!. Berlin 1956.
- Illustrationen für das Buch von Hanns Krause: Schüsse im Walde. Berlin 1956.
- Illustration der drei Kinderbücher Bärenjagd in Tulpenau (1958), Die Jungen aus der Grützebartstraße (1958) und Von Wilddieben, Butterkremtorten und unruhigen Geistern (1959); Titelbilder farbig, Buchinhalt schwarz-weiß. Kinderbuchreihe ”Bunte Bären-Bücher”, Berlin 1958 und 1959.
- Kinderbuch Der große Schlager; Titelbild farbig, Buchinhalt schwarz-weiß. Erschienen im Rahmen der Kinderbuchreihe Robinsons billige Bücher, Band 56. Berlin 1960.
- Illustrationen für das Buch von Hanns Krause: Von Schlingen, Pfannkuchen und jungen Hunden. Erschienen im Rahmen der Kinderbuchreihe Robinsons billige Bücher, Band 84. Berlin 1966.

Karikaturen in Zeitungen und Zeitschriften
- Satirezeitschrift Frischer Wind. Berlin, April 1946.
- Tageszeitung B.Z. am Mittag, Berlin, in zahlreichen Ausgaben der Jahre ab 1946.
- Zeitschrift Nachtexpress, Berlin, ab ca. 1946.
- Zeitschrift Berliner Illustrierte, Berlin, ab ca. 1946.
- Jugendzeitschrift Junge Welt. Berlin, 10. November 1946 und von 1954 bis 1959.
- FDGB-Publikation Die Arbeit. Berlin, ab ca. 1946.
- Zeitschrift Palette Ausbau. VEB Ausbau. Berlin, ab ca. 1946.
- Journal Museen der V.V.B. Chemie. VVB Chemie. Berlin, ab ca. 1946.
- Tageszeitung Neues Deutschland. Berlin, von 1946 bis 1952.
- Tageszeitung Berliner Zeitung. Berlin, ab 1947 (z. B. am 26. Juli 1947, 10. Januar 1951 und 8. September 1951).
- Humorzeitschrift Kobold. Berlin, 1947.
- Zeitschrift Bauern-Echo. Berlin, von 1950 bis 1951.
- Zeitschrift Der freie Bauer. Berlin, von 1950 bis 1951.
- VEB-Tageszeitung Tribüne. Berlin, von 1950 bis 1951.
- Zeitschrift Neue Berliner Illustrierte. Berlin, von 1950 bis 1951.
- Zeitschrift BZ am Abend. Berlin, von 1950 bis 1951.
- Zeitschrift Sport und Technik. Hg. „Gesellschaft für Sport und Technik“, Berlin, von 1954 bis 1955.
- Satirezeitschrift Eulenspiegel. Berlin, von 1954 bis 1959.
- Zeitschrift Elternhaus und Schule. Berlin, von 1954 bis 1955.
- Zeitschrift Schulpost. Hg. „Gesellschaft für Sport und Technik“, Berlin, von 1955 bis 1957 (z. B. die politischen Karikaturen Lieschen und der Stupo Schnüffelnase von 1955/1956, die Karikaturen Die Wunderkugel und die Illustrationen zu Werner Benders Zukunftsphantasie Messe-Abenteuer 1999 von 1957).
- Zeitschrift Wochenpost. Berlin, von 1955 bis 1958 (z. B. im Heft 18/1958).
- Jugendzeitschrift Robinson. Farbige Titelbilder und farbige Cartoon-Geschichte Abenteuerliches von Schnalle und Keule in monatlicher Folge. Berlin, 12/1956 – 08/1957.
- Jugendzeitschrift Atze. Berlin, von 1956 bis 1960 (z. B. Januar 1960 ein ganzseitiges, farbiges Bilderrätsel).
- Periodikum Deutsche Lehrerzeitung, Berlin, von 1955 bis 1960.
- Zeitschrift Sportrevue, Berlin, von 1955 bis 1960.
- Zeitschrift Der Rundfunk / Unser Rundfunk, Berlin, von 1955 bis 1960.
- Jugendzeitschrift Robinson (drei farbige Titelbilder und die monatliche, farbige Cartoon-Geschichtenfolge Abenteuerliches von Schnalle und Keule), Berlin, von 1955 bis 1960.
- Jugendmonatszeitschrift Fröhlich sein und singen („Frösi“). Farbige Titelbilder und farbige Cartoons (). Berlin, 12/1956-1960.
- Monatszeitschrift Welt und Bild. Berlin 03/1959.
- Kinder-Monatszeitschrift Rakete: Comic-Reihe Latsch und Bommel (8 Folgen). Berlin, 11/1959 – 06/1960.
- Monatszeitschrift Wort und Bild (farbige Illustrationen aller zwölf Titelseiten des Jahrgangs 1960). Berlin, 1960.
- Kinderbuch Von Schlingen, Pfannkuchen und jungen Hunden; Titelbild farbig, Buchinhalt schwarz-weiß. Kinderbuchverlag Berlin, 1961.
- Illustration in der Zeitschrift Neues Schaffen (Betriebszeitung des LEW Hennigsdorf), 15. September 1962.
- Karikatur zu einem Sportbeschluss in einer Bezirkszeitung von Straßberg, 29. Oktober 1965.
- Illustration in der Betriebszeitung Neues Schaffen (Betriebszeitung des LEW Hennigsdorf), 1. Oktober 1968. Letzte Veröffentlichung in der DDR.

Plakat
- Plakat von Heinz Musculus und Artur Grimmer mit der politisch motivierten Losung “Plane mit – Arbeite mit – Regiere mit”. Berlin 1960.

Zeichentrickfilme
Heinz Musculus fertigte zwischen 1950 und ca. 1965 Zeichentrickfilme an, zu denen genauere Informationen nicht vorliegen. Eigens für diese Trickfilmarbeiten stand Heinz Musculus in den Jahren von 1953 bis ca. 1967 ein zweites Atelier in seinem Wohnhaus Frankfurter Allee 4 zur Verfügung.

## Auszeichnungen
- Zwischen 1960 und 1962: Auszeichnung für “Das beste Kinderbuch des Jahres”.
- 1962: Medaille für „Ausgezeichnete künstlerische Leistungen“ vom „Freien Deutschen Gewerkschaftsbund“.